# سومنر (دهانه)
سومنر یک دهانه برخوردی در ماه‌ است.

## دهانه‌های اقماری
این دهانه ۱ دهانه اقماری دارد.
| Sumner | عرض جغرافیایی | طول جغرافیایی | قطر          |
| ------ | ------------- | ------------- | ------------ |
| G      | ۳۷.۲° N       | ۱۱۰.۲° E      | ۱۸.۰ کیلومتر |